# 8594 Albifrons
8594 Albifrons è un asteroide della fascia principale. Scoperto nel 1971, presenta un'orbita caratterizzata da un semiasse maggiore pari a 2,4585768 UA e da un'eccentricità di 0,1489658, inclinata di 3,35317° rispetto all'eclittica.